# NGC 1285
NGC 1285 (другие обозначения — MCG -1-9-26, IRAS03154-0728, PGC 12259) — галактика в созвездии Эридан.
Этот объект входит в число перечисленных в оригинальной редакции «Нового общего каталога».
В галактике вспыхнула сверхновая SN 2013el типа Ib, её пиковая видимая звездная величина составила 15,5.